# باتريك ماكنرو
باتريك ماكنرو (بالإنجليزية: Patrick McEnroe) مواليد 1 يوليو 1966 في نيويورك، هو لاعب كرة مضرب أمريكي سابق بدأ مسيرته كمحترف سنة 1988 وكان يلعب باليد اليمنى، اعتزل اللعب في 1998. كما أنه أحد أبطال الجراند سلام. أعلى تصنيف له في الفردي كان المركز الـ 28 في سنة 1995.

## بطولات حققها
- دورة رولان غاروس الدولية

## النهائيات

### نهائيات البطولات الكبرى

#### الزوجي: 2 (الألقاب 1, الوصافة 1)
| الحصيلة | السنة | البطولة                       | الأرضية | الشريك      | المنافس                       | النتيجة                       |
| ------- | ----- | ----------------------------- | ------- | ----------- | ----------------------------- | ----------------------------- |
| الفوز   | 1989  | دورة رولان غاروس الدولية      | ترابية  | جيم غراب    | منصور بهرامي إريك وينوجرادسكي | 6–4, 2–6, 6–4, 7–6(7–5)       |
| الوصافة | 1991  | بطولة أستراليا المفتوحة للتنس | صلبة    | ديفيد ويتون | سكوت ديفيز (تنس) ديفيد بات    | 7–6(7–4), 6–7(8–10), 3–6, 5–7 |

#### الزوجي المختلط: 1 (الوصافة 1)
| الحصيلة | السنة | البطولة                     | الأرضية | الشريك         | المنافس             | النتيجة  |
| ------- | ----- | --------------------------- | ------- | -------------- | ------------------- | -------- |
| الوصافة | 1988  | بطولة أمريكا المفتوحة للتنس | صلبة    | إليزابيث سميلي | يانا نوفوتنا جيم بف | 5–7, 3–6 |

## روابط خارجية
- باتريك ماكنرو على موقع رابطة محترفي التنس (الإنجليزية)
- باتريك ماكنرو على موقع الاتحاد الدولي لكرة المضرب (الإنجليزية)
- باتريك ماكنرو على موقع كأس ديفيز (الإنجليزية)
- باتريك ماكنرو على موقع إي إس بي إن.كوم (الإنجليزية)